# اکسید تالیوم (I)
اکسید تالیوم(I) (به انگلیسی: Thallium(I) oxide) با فرمول شیمیایی Tl۲O یک ترکیب شیمیایی است. که جرم مولی آن 424.77 g/mol می‌باشد. شکل ظاهری این ترکیب، دستگاه بلوری راست‌لوزی سیاه است.